# 4124 Herriot
4124 Herriot è un asteroide della fascia principale del diametro medio di circa 19,76 km. Scoperto nel 1986, presenta un'orbita caratterizzata da un semiasse maggiore pari a 2,7857928 UA e da un'eccentricità di 0,0327358, inclinata di 3,60019° rispetto all'eclittica.
Fa parte della famiglia di asteroidi Hoffmeister.
L'asteroide è dedicato allo scrittore e veterinario britannico James Herriot.